# Quận Muskingum, Ohio
Quận Muskingum là một quận nằm trong tiểu bang Ohio, Hoa Kỳ. Theo điều tra dân số năm 2000, dân số là 84.585. quận lỵ của nó là Zanesville2. 

## Địa lý
Theo Cục điều tra dân số Hoa Kỳ, quận có tổng diện tích 673 dặm vuông (1.742 km ²) 0,665 dặm vuông (1.721 km ²) là đất và 8 dặm vuông (21 km ²) của nó (1,18%) là diện tích mặt nước.

### Các quận giáp ranh
- Quận Coshocton (phía bắc)
- Quận Guernsey (phía đông)
- Quận Noble (đông nam)
- Quận Morgan (phía Nam)
- Quận Perry (tây nam)
- Quận Licking (tây)

## Nhân khẩu
Theo điều tra dân 2 năm 2000, đã có 84.585 người, 32.518 hộ gia đình, và 22.860 gia đình sống trong quận. Mật độ dân số là 127 người trên một dặm vuông (49/km ²). Có 35.163 đơn vị nhà ở với mật độ trung bình là 53 cho mỗi dặm vuông (20/km ²). Thành phần chủng tộc của dân cư quận bao gồm 93,91% người da trắng, 4,01% người da đen hay người Mỹ gốc Phi, 0,21% người Mỹ bản xứ, 0,27% người châu Á, 0,02% người đảo Thái Bình Dương, 0,20% từ các chủng tộc khác, và 1,37% từ hai hoặc nhiều chủng tộc. 0,52% dân số là người Hispanic hay Latino thuộc chủng tộc nào.
Có 32.518 hộ, trong đó 33,30% có trẻ em dưới 18 tuổi sống chung với họ, 54,30% là các cặp vợ chồng sống với nhau, 12,00% có chủ hộ là nữ không có mặt chồng, và 29,70% là không lập gia đình. 24,90% của tất cả các hộ gia đình đã được tạo thành từ các cá nhân và 10,90% có người sống một mình 65 tuổi trở lên đã được người. Bình quân mỗi hộ là 2,53 và cỡ gia đình trung bình là 3,01.
Trong quận, cơ cấu tuổi dân cư với 25,90% ở độ tuổi dưới 18, 9,40% 18-24, 27,70% 25-44, 22,60% 45-64, và 14,30% người 65 tuổi trở lên. Tuổi trung bình là 36 năm. Cứ mỗi 100 nữ có 92,00 nam giới. Cứ mỗi 100 nữ 18 tuổi trở lên, đã có 88,40 nam giới.
Thu nhập trung bình cho một hộ gia đình trong quận đã được 35.185 USD, và thu nhập trung bình cho một gia đình là $ 41,938. Nam giới có thu nhập trung bình $ 31.537 so với 22.151 $ cho phái nữ. Thu nhập trên đầu cho các quận được $ 17,533. Giới 9,90% gia đình và 12,90% dân số sống dưới mức nghèo khổ, trong đó có 17,90% những người dưới 18 tuổi và 10,00% có độ tuổi từ 65 trở lên. 
Bản mẫu:Quận của Ohio